# 36. Tarnowska Nagroda Filmowa
36. Tarnowska Nagroda Filmowa – odbyła się w dniach 27 maja-4 czerwca 2022 roku.

## Filmy konkursowe

### Konkurs główny
- Infinite storm – reż. Małgorzata Szumowska
- Inni ludzie – reż. Aleksandra Terpińska
- Magdalena – reż. Filip Gieldon
- Moje wspaniałe życie – reż. Łukasz Grzegorzek
- Piosenki o miłości – reż. Tomasz Habowski
- Powrót do tamtych dni – reż. Konrad Aksinowicz
- Sonata – reż. Bartosz Blaschke
- Teściowie – reż. Jakub Michalczuk
- Wesele – reż. Wojciech Smarzowski
- Wiarołom – reż. Piotr Złotorowicz
- Wszystkie nasze strachy – reż. Łukasz Ronduda, Łukasz Gutt
- Żeby nie było śladów – reż. Jan P. Matuszyński

### Konkurs „Kino Młodego Widza”
- Bałagan, odc. Sto światów z tym Miśkiem – reż. Aliaksandr Kanavalau
- Bella w brzuszku, odc. Lupa – reż. Jacek Rokosz
- Chichraszek, odc. Upalny dzień – reż. Marzena Nehrebecka
- Kotek Mamrotek, odc. Superbohater – reż. Kacper Dudek
- Odo, odc.:
  - Leśny obóz – reż. Piotr Szczepanowicz, Mikołaj Pilchowski
  - Nocowanko – reż. Piotr Szczepanowicz, Mikołaj Pilchowski
- Opowiadania z piaskownicy, odc.:
  - Koszula w kratę – reż. Ewelina Stefańska
  - Mayumi – reż. Paweł Prewencki
  - Starszy brat – reż. Paweł Prewencki
  - Ślimaki – reż. Paweł Czarzasty
  - Święto – reż. Ewelina Stefańska
- Skafander Klingerta – reż. Artur Wyrzykowski
- Toru Superlis, odc. Smutaski i wesołki – reż. Piotr Szczepanowicz

## Skład jury
- Wojciech Marczewski – reżyser, przewodniczący jury
- Jolanta Dylewska – operatorka filmowa, reżyserka filmów dokumentalnych
- Marta Habior – producentka filmowa
- Marzena Majcher – kompozytorka
- Artur Zaborski – dziennikarz filmowy

## Laureaci

### Konkurs główny
- Nagroda Grand Prix – Statuetka Maszkarona:
  - Inni ludzie – reż. Aleksandra Terpińska

- Nagroda Jury Młodzieżowego – Statuetka Kamerzysty:
  - Powrót do tamtych dni – reż. Konrad Aksinowicz

- Nagroda publiczności – Statuetka Publika:
  - Wesele – reż. Wojciech Smarzowski

- Nagrody specjalne jury:
  - Weronika Bilska – za intuicję i inteligencję operatorską, precyzyjną narrację wizualną w filmach Piosenki o miłości i Moje wspaniałe życie
  - Bartosz Blaschke –  za optymistyczną i pełną pasji opowieść o narodzinach gwiazd (Sonata)
  - Łukasz Grzegorzek – za stworzenie oryginalnego obrazu rodziny, wiarę w ludzi i świat bez agresji (Moje wspaniałe życie)

- Nagroda za całokształt twórczości – Statuetka „Ukłon”:
  - Jerzy Stuhr

### Konkurs „Kino Młodego Widza”
- Nagroda Jury Dziecięcego – Statuetka „Maszkaronek”:
  - Skafander Klingerta – reż. Artur Wyrzykowski